# Euglossa imperialis
Euglossa imperialis Cockerell, 1922 è un'ape della tribù Euglossini.

## Distribuzione e habitat
La specie ha un areale neotropicale che si estende dal Messico sino al Paraguay e all'Argentina.